# Цурбригген, Хайди
Хайди Цурбригген, в замужестве Анденматтен (нем. Heidi Zurbriggen-Andenmatten; род. 16 марта 1967, Саас-Альмагелль) — швейцарская горнолыжница, успешно выступавшая в скоростном спуске, гигантском слаломе и супергиганте. Представляла сборную Швейцарии по горнолыжному спорту в 1984—1998 годах, двукратная серебряная призёрка чемпионатов мира, победительница трёх этапов Кубка мира, четырёхкратная чемпионка швейцарского национального первенства, участница трёх зимних Олимпийских игр.

## Биография
Хайди Цурбригген родилась 16 марта 1967 года в коммуне Саас-Альмагелль кантона Вале, Швейцария. Проходила подготовку в местном лыжном клубе SC Saas-Almagell, тренировалась вместе со старшим братом Пирмином, который впоследствии стал олимпийским чемпионом и четырёхкратным чемпионом мира.
Уже в сезоне 1984/85 Хайди вошла в основной состав швейцарской национальной сборной и дебютировала в Кубке мира. Тогда же она побывала на чемпионате мира среди юниоров в Чехословакии, откуда привезла четыре награды разного достоинства: одну золотую и три серебряные.
В 1987 году стартовала на домашнем мировом первенстве в Кран-Монтане, где показала четырнадцатый результат в программе скоростного спуска. Два года спустя на мировом первенстве в Вейле финишировала четвёртой в скоростном спуске, заняла одиннадцатое место в гигантском слаломе и двенадцатое место в супергиганте. Ещё через два года на аналогичных соревнованиях в Зальбах-Хинтерглеме стала шестой в комбинации.
Благодаря череде удачных выступлений удостоилась права защищать честь страны на зимних Олимпийских играх 1992 года в Альбервиле — в скоростном спуске закрыла десятку сильнейших, в остальных дисциплинах не показала никакого результата.
В 1993 году на чемпионате мира в Мориоке заняла 21 место в гигантском слаломе, 24 место в скоростном спуске, в то время как в супергиганте финишировала девятой.
Находясь в числе лидеров горнолыжной команды Швейцарии, благополучно прошла отбор на Олимпийские игры 1994 года в Лиллехаммере — в итоговом протоколе скоростного спуска расположилась на 22 строке, в супергиганте сошла с дистанции.
После лиллехаммерской Олимпиады Цурбригген осталась в основном составе швейцарской национальной сборной и продолжила принимать участие в крупнейших международных соревнованиях. Так, в 1996 году она впервые одержала победу на этапе Кубка мира, обошла всех соперниц в скоростном спуске на этапе в Норвегии. Помимо этого, успешно выступила на чемпионате мира в Сьерра-Неваде, где завоевала серебряную медаль в программе супергиганта, пропустив вперёд только титулованную итальянку Изольде Костнер. В следующем сезоне на мировом первенстве в Сестриере стала серебряной призёркой в скоростном спуске, уступив на сей раз американке Хилари Линд.
В 1998 году отправилась представлять страну на Олимпийских играх в Нагано — здесь показала шестой результат в гигантском слаломе, двенадцатый результат в скоростном спуске, заняла 21 место в супергиганте. Вскоре по окончании этой Олимпиады приняла решение завершить карьеру спортсменки.
В течение своей длительной спортивной карьеры Цурбригген в общей сложности 82 раза попадала в десятку сильнейших различных этапов Кубка мира, в том числе 17 раз поднималась на подиум: имеет в послужном списке три золотые медали, семь серебряных и семь бронзовых. Ей так и не удалось выиграть Хрустальный глобус, но в одном из сезонов она была в скоростном спуске второй. Наивысший результат в общем зачёте всех дисциплин — третье место. Является также четырёхкратной чемпионкой Швейцарии по горнолыжному спорту.
Впоследствии вышла замуж за Дамиана Анденматтена, вместе с мужем занимается управлением небольшим отелем в Саас-Альмагелле.